# Кущёвская (аэродром)
Кущёвская — военный аэродром, расположенный на окраине станицы Кущёвская в Краснодарском крае.
Дислоцируется 195-я учебная авиабаза второго разряда на разнородной технике (Су-27, МиГ-29, L-39), ранее был 797-й учебный авиационный полк в/ч 19104 от Краснодарского высшего военного авиационного училища. Помимо обучения курсантов, граждан России, в полку готовили лётный состав стран, эксплуатирующих советскую/российскую авиационную технику (Никарагуа, Индонезия, Ангола, Алжир, Монголия, Лаос, Венгрия, ЮАР, Малайзия, Перу, Бангладеш, Эфиопия, ряд стран СНГ).

## Данные аэродрома
- Индекс ЬРРД / XRRD
- КТА — N46.53918° E039.54772°
- Превышение 42 м (5 гПа)
- Позывной — Старт 128.5 МГц «Командор»
- ВПП 1 — 09R/27L 2805х44 бетон
- Курс магнитный 086°/266°
- Курс истинный 093°/273°
- Освещение — постоянное
- ВПП 2 — 09L/27R 2585х44 грунт
- Курс магнитный 086°/266°
- Курс истинный 093°/273°
- Освещение — нет